# José López Villar
José López Villar fue un hacendado jujeño, gobernador y capitán general de su provincia.

## Biografía
José López Villar controlaba una de las principales fortunas de la provincia. La principal propiedad en el departamento de Río Negro era por entonces la finca Ledesma, propiedad de la familia Zerda-Ovejero, donde operaba el ingenio más grande la provincia de Jujuy, valuada en 50000 pesos.
La segunda propiedad en valor e importancia era la de San Lorenzo, también un ingenio. La finca era desde el siglo XVIII propiedad de la familia Zegada. Cuando José López Villar casó con una integrante de esa familia devino en propietario de la hacienda, que en 1855 estaba valuada en 40000 pesos.
López Villar se volcó a la actividad política en representación del Partido Unitario. Fue diputado ante la Legislatura provincial en representación del distrito capital entre los años 1837 y 1839.
En 1840 fue elegido diputado por el departamento de Río Negro y nuevamente por la Capital por los períodos 1843-1845, 1846-1848 y 1848-1849. Durante su mandato fue vicepresidente segundo de la Legislatura en 1844, vicepresidente primero en 1846 y presidente de la Comisión Permanente en 1849.
Al finalizar el mandato del gobernador federal Pedro Castañeda, la Legislatura se reunió para elegir a su sucesor, proponiéndose las candidaturas de José de la Quintana y José López Villar. Tras nueve votaciones ninguno obtuvo los dos tercios exigidos por el Reglamento. Aplicándose el art. 7º ("no resultando la mayoría de ocho votos debe sacarse por suerte al gobernador de entre estos dos") se efectuó un sorteo que favoreció a López Villar, quien asumió el poder el 12 de enero de 1851.
López Villar se dedicó a reorganizar la legislación en un sentido liberal. El presidente de la legislatura, Mariano Santibáñez, tuvo una activa participación en la reforma de la constitución provincial y en las leyes reformistas. Aunque no persiguió a los federales, López Villar les quitó toda influencia política, por lo cual éstos llamaron en su ayuda a José Mariano Iturbe y al nuevo gobernador salteño, el general José María Saravia. 
Iturbe organizó sus fuerzas en la Quebrada de Humahuaca y en septiembre de 1851 avanzó sobre Jujuy y dispersó las fuerzas jujeñas comandadas por Santibáñez en una escaramuza. Simultáneamente, las tropas salteñas entraron en la capital provincial y lograron la elección como gobernador de Iturbe, tras un breve interinato de Francisco de Borja Fernández.
Tras la caída de Juan Manuel de Rosas, López Villar regresó a la actividad política e integró la Convención de 1855 a 1856 para la reforma constitucional.
Falleció en 1869.
Era cuñado del legislador Restituto Zenarruza, quien gobernaría la provincia entre el 16 de marzo y el 18 de julio de 1870.